# Дольче стиль нуово
«Дольче стиль нуово» (итал. Dolce stil nuovo — «сладостный новый стиль») — литературное направление, возникшее на грани Средних веков и Возрождения в крупных торговых городах Тосканы и Романьи — Флоренции, Ареццо, Сиене, Пизе, Пистойе, Болонье и других.
Представлен лирикой многочисленных поэтов XIII—XIV веков: Гвидо Гвиницелли, Онесто де Болонья, Гвидо Кавальканти, Лапо Джанни, Чекко Анджольери, Данте Алигьери, Данте де Майано, Гвидо Орланди, Чино да Пистойя и др. Характеризуется совершенно своеобразным разрешением центральной проблемы средневековой лирики — взаимоотношения «земной» и «небесной любви». В то время как религиозная лирика пышно расцветающей в эту эпоху мариолатрии прославляет в терминах земной страсти Мадонну, призывая к отречению от плотского греха, в то время как куртуазная поэзия, восхваляя рыцарское служение даме, воспевает радость физического обладания, — поэзия Dolce stil nuovo находит разрешение конфликту обоих мировоззрений в сложной символике образов. Образ земной владычицы не устраняется, но превращается в символ — в доступное чувственному восприятию воплощение и откровение божества. Поклоняясь в ней божественной сущности, влюблённый поэт поклоняется самому богу. Так освящается любовь к женщине, — «земная любовь» сливается воедино с «любовью небесной». Этой своеобразной «философией любви» Dolce stil nuovo определяются все особенности его сюжетики и формы. Для него характерен величавый образ возлюбленной, «благородной и пречестной», «одеянной смирением» (Данте), «сияющей паче звёзд» (Гвиницелли), «в очах своих несущей любовь» (Данте); в восхвалении её — всегда под вымышленным аллегорическим именем (возлюбленная Кавальканти называется Весной — Примавера, возлюбленная Данте — Блаженной — Беатриче) — поэты часто прибегают к эпитетам церковных гимнов: «pia», «gentilissima», «benedetta». He менее типичен и образ возлюбленного — поэта, философа и светского богослова, проникшего во все тонкости хитросплетений любовной схоластики, умеющего уловить и запечатлеть глубочайшие извивы тайной любви. Обсуждение проблем любви в форме обмена сонетами — один из излюбленных приёмов Dolce stil nuovo. Ко «всем, чей дух покорён и благородно сердце», обращает, например, Данте свой загадочный сонет о возлюбленной, вкусившей из рук Любви его пылающее сердце, — и получает ответные сонеты-разгадки от Гвидо Кавальканти, Чино да Пистойя и Данте да Майано. Любовные отношения в Dolce stil nuovo лишены форм вассального служения, столь типичных для куртуазной лирики: любовь, воплощаемая обычно в образе прекрасного юноши, мыслится поэтами Dolce stil nuovo как стихийная сила, «проникающая через взоры в сердце» и воспламеняющая его желанием той, «что с небес сошла на землю — явить чудо» (Данте). Но любовь эта в то же время проникнута чисто земным вежеством (Данте прославляет бога, как «sire de la cortesia»), она влечёт за собой столь чуждые монашескому аскетизму и мистическим экстазам «добродетели» радости и веселья (allegrezza, leggiadria, gajezza).
Сюжетика Dolce stil nuovo определяет его тонику, стиль и язык. Сложная символика образов, порой грозящая перейти в путаный аллегоризм; однообразие и частая повторяемость ситуаций и символов; соединение эпитетов и формул светской и религиозной лирики; введение в патетический высокий стиль философских, богословских и даже юридических терминов; игра словами и общая загадочность выражения, — всё это соединяется в dolce stil nuovo с глубиной и искренностью лирической эмоции, с поразительной яркостью видения (исследователи называют Гвидо Гвиницелли «un visuale»), с пантеистическим восприятием мира. В сонетах Данте волшебная ладья скользит по морю, унося поэта с его друзьями и возлюбленной, и в миг его скорби камни, сочувствуя «опьянению великого трепета», «кричат: умри, умри!»
Чтобы определить культурно-исторические основы этого своеобразного явления, необходимо вспомнить, что оно зарождается и расцветает в центрах торгового капитала этой эпохи — в городских коммунах средней Италии. «От притязаний церковной власти эти коммуны умели так же хорошо обезопасить себя, как и от покушения императоров. В них пышно развёртывалась жизнь процветающей буржуазии, в них зачиналась та городская культура, из которой позднее должны были почерпнуть свои силы гуманизм и Ренессанс» (Векслер). В то время как только поднимающееся городское сословие северных стран или слепо усваивает формы рыцарской культуры или, борясь с ней, противопоставляет ей возрождающиеся формы церковной идеологии, в частности мистический культ Мадонны, торговая буржуазия итальянских городов, «эти покорные служению любви нотариусы и богатые горожане» (как их остроумно характеризует Фосслер), чувствует себя уже достаточно сильной, чтобы, ассимилировав элементы культуры обоих других сословий, оттолкнуться от них и создать на этой базе новую форму — провозвестницу идеологии Ренессанса. Новые формы любовных отношений, чуждые реминисценций феодального строя, отсутствие в образе возлюбленной черт знатной дамы — супруги сеньора — и вознесение её путём иной сложной символики, заимствованной из религиозной лирики; искренность лирической эмоции, обусловленная свободным выбором героини и отсутствующая в панегириках трубадуров; меньшее внимание к внешней форме и углубление философского содержания лирики, — всё это, как убедительно доказал Векслер (E. Wechsler, Das Kulturproblem des Minnesanges, 1909), вытекает из совершенно отличного экономического положения зависящего от своего сеньора служилого рыцаря-трубадура и материально обеспеченного «торгового патриция» вольных городов Тосканы и Романьи.